# Real Colegio de España
El Real Colegio Mayor de San Clemente de los Españoles (en italiano, Reale Collegio Maggiore di San Clemente degli Spagnoli), conocido comúnmente como Real Colegio de España (en italiano, [Reale] Collegio di Spagna) e históricamente en su fundación como Domus Hispanica, es un colegio universitario de estudiantes españoles distinguidos que acuden a la ciudad italiana de Bolonia en calidad de becarios colegiales para ampliar su formación universitaria en las distintas ramas del saber, por ello, según su especialidad o ámbito de conocimiento, asisten a las facultades correspondientes de la Universidad de Bolonia.
El Real Colegio es el más famoso colegio de los veinticuatro fundados en la ciudad entre los siglos XIII y XVII, y aún sigue recibiendo colegiales de España para cursar los estudios del doctorado del Espacio Común Europeo (o la tesi di Ricerca) en todas las disciplinas ofrecidas por la alma mater bononiensis. El colegio es conocido por haber admitido secularmente solo a estudiantes varones, criterio que ha cambiado en julio de 2020, tras siglos de aplicación de este requisito de acceso.

## Historia

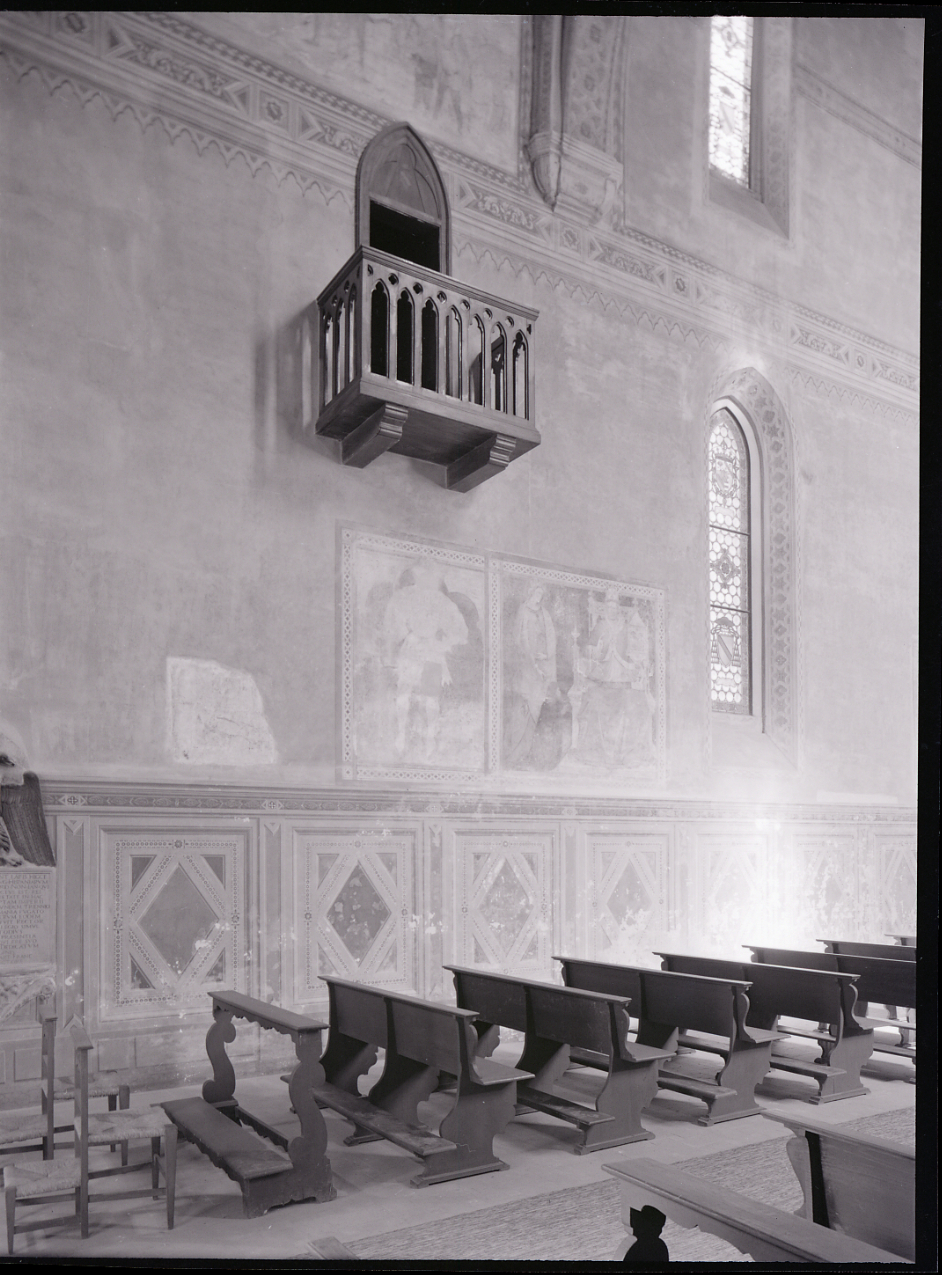
Interior de la capilla de san Clemente. Fotografía por Paolo Monti, 1970.

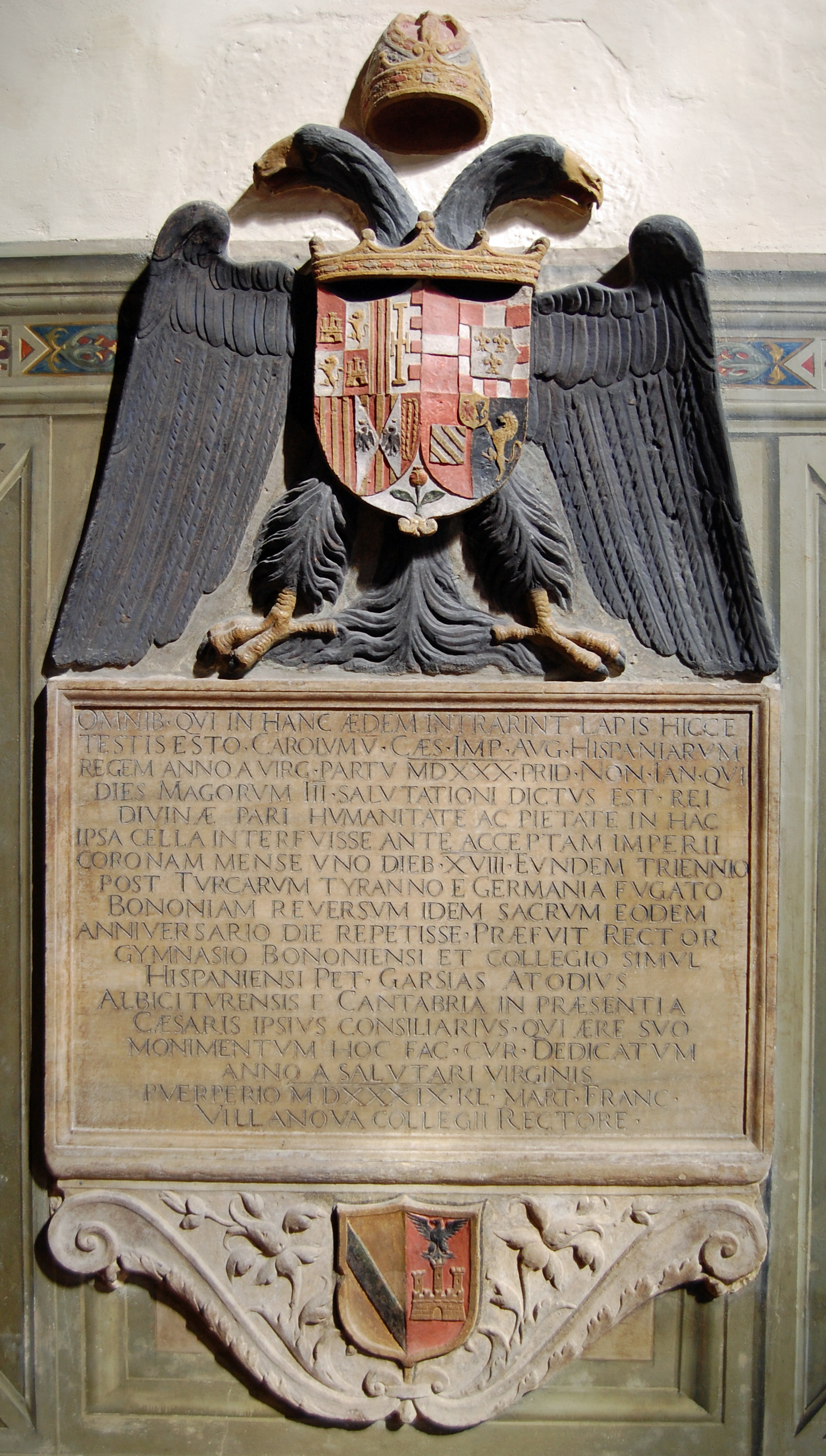
Placa de Carlos V conmemorativa de su estancia en el Real Colegio de España y su coronación imperial en Bolonia. Capilla del Real Colegio de España, Bolonia.

El Real Colegio de España fue fundado por el cardenal Gil Álvarez de Albornoz (1310–1367) mediante disposición testamentaria otorgada en Ancona el 29 de septiembre de 1364. El cardenal instituyó así el colegio, a cuya edificación él mismo había contribuido, y nombró a sus propios estudiantes herederos universales. La finalidad fue la de facilitar el estudio de jóvenes clérigos y laicos de la península ibérica (españoles y lusos) que destacaban por ser buenos intelectuales, por lo que acudían a Bolonia, que por entonces ya era un centro de conocimiento consolidado en Europa.
Desde que comenzó a recibir colegiales en 1369, el colegio sirvió de referencia a otros que habrían de surgir en España, como el de la Universidad de Salamanca (el Colegio Viejo, de 1401), el Real Colegio Mayor de San Bartolomé y Santiago de Granada, de 1649, así como los fundados en otras universidades españolas en los siglos XV y XVI, y en Colombia el Colegio Mayor de Nuestra Señora del Rosario, de 1653. 
Entre los colegiales de más renombre que se han hospedado en el Real Colegio de España o los estudiosos que han estado vinculados a la casa albornociana en algún momento, se encuentran Elio Antonio de Nebrija, colegial en 1465; allí inició la primera Gramática castellana (1492); también Antonio Agustín, colegial en 1539; Juan Ginés de Sepúlveda, colegial en 1515 y seguramente uno de los más grandes estudiosos de Aristóteles; Álvaro Figueroa y Torres, más conocido como el conde de Romanones. En 1793, Leandro Fernández de Moratín también frecuentó el colegio y su admiración hacia la casa albornociana se constata por las referencias de su Diario o por su Oda a los colegiales de San Clemente de Bolonia. Durante su estancia en Bolonia, Fernández de Moratín pudo contactar con las élites teatrales italianas y llegó a desear jocosamente que nombraran arzobispo en México al entonces rector, Simón Rodríguez Laso, para así permanecer en el colegio. También Ignacio de Loyola visitó el colegio en 1535, Benito Pérez Galdós, en 1888; y el propio Miguel de Cervantes, como se desprende de la novela corta La señora Cornelia, cuya auténtica fuente de inspiración seguramente sigue siendo un misterio. Debe tenerse en cuenta también que el 24 de febrero de 1530 se realizó en Bolonia la coronación imperial de Carlos V del Sacro Imperio Germano. El emperador se hospedó en el colegio durante cuatro meses y de allí salió el cortejo hacia la basílica de San Petronio, donde se realizó el acto.
En la obra de Antonio Pérez Martín Proles Aegidiana (Publicaciones del Real Colegio de España, 1979, «Studia Albornotiana») se realiza un pormenorizado detalle de muchos otros colegiales.

## El colegio y Bolonia

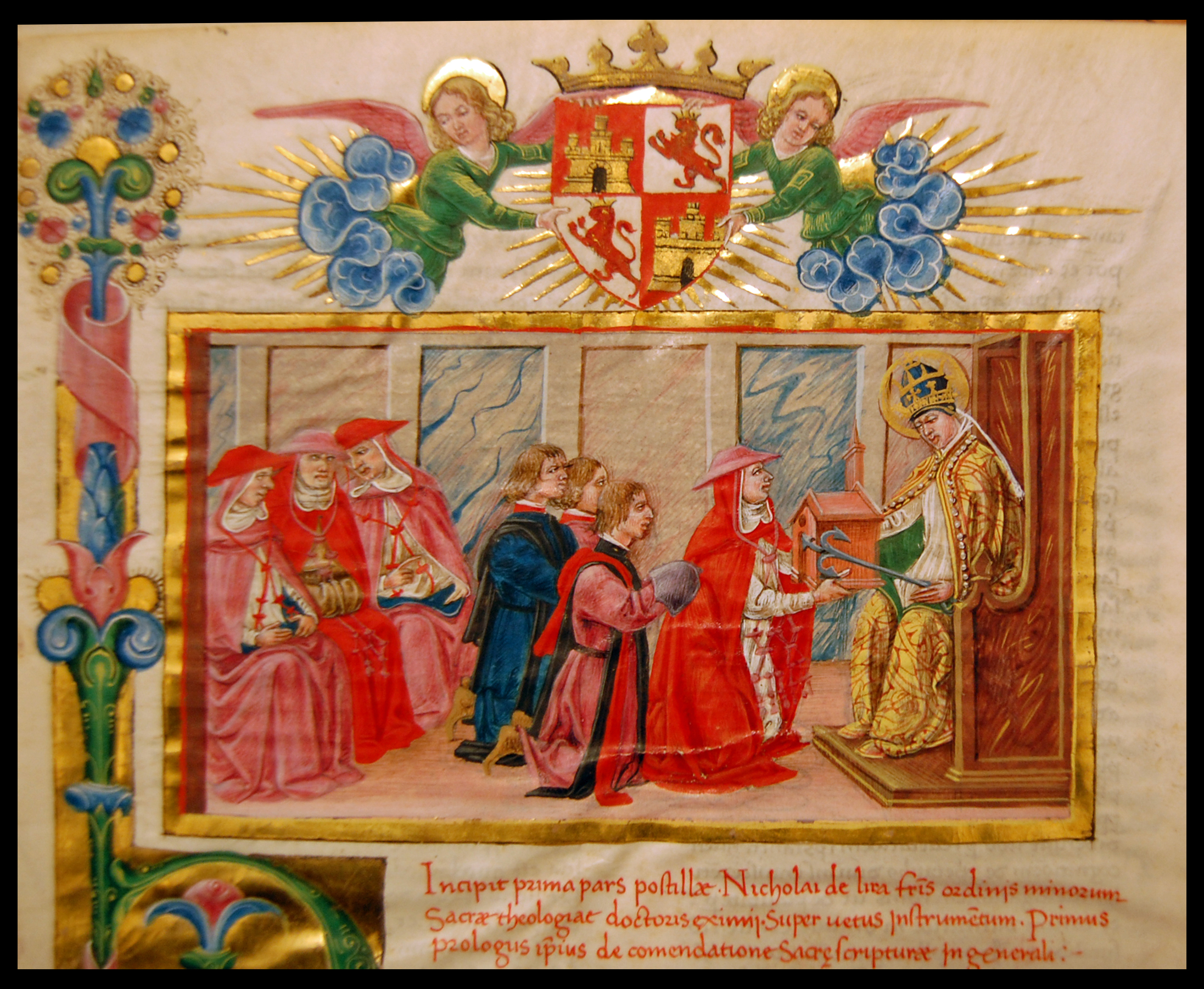
Gil Álvarez de Albornoz entregando simbólicamente al papa san Clemente I la capilla del Colegio de España, dedicada a dicho santo.

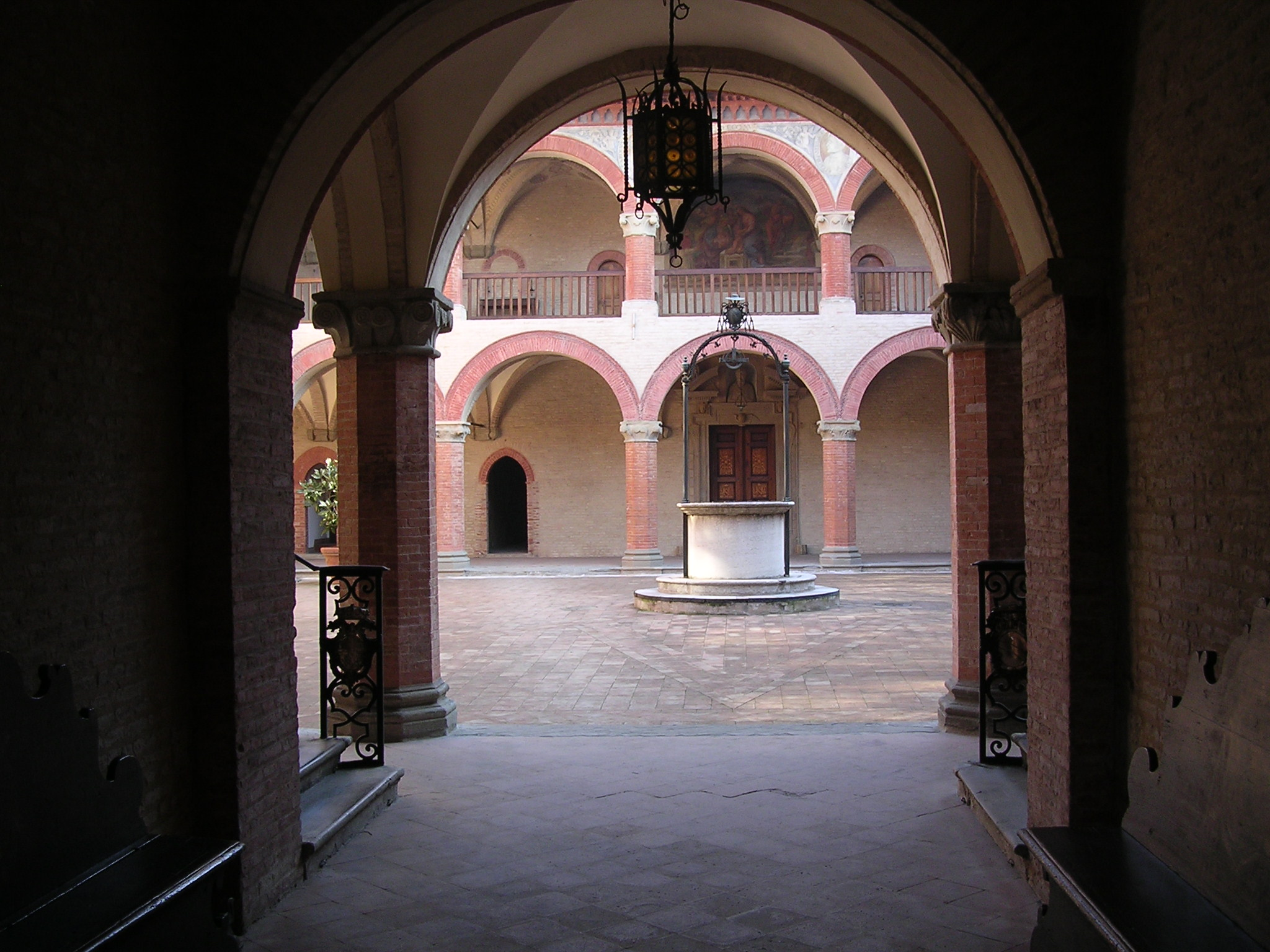
Vista del patio interno y la loggia.

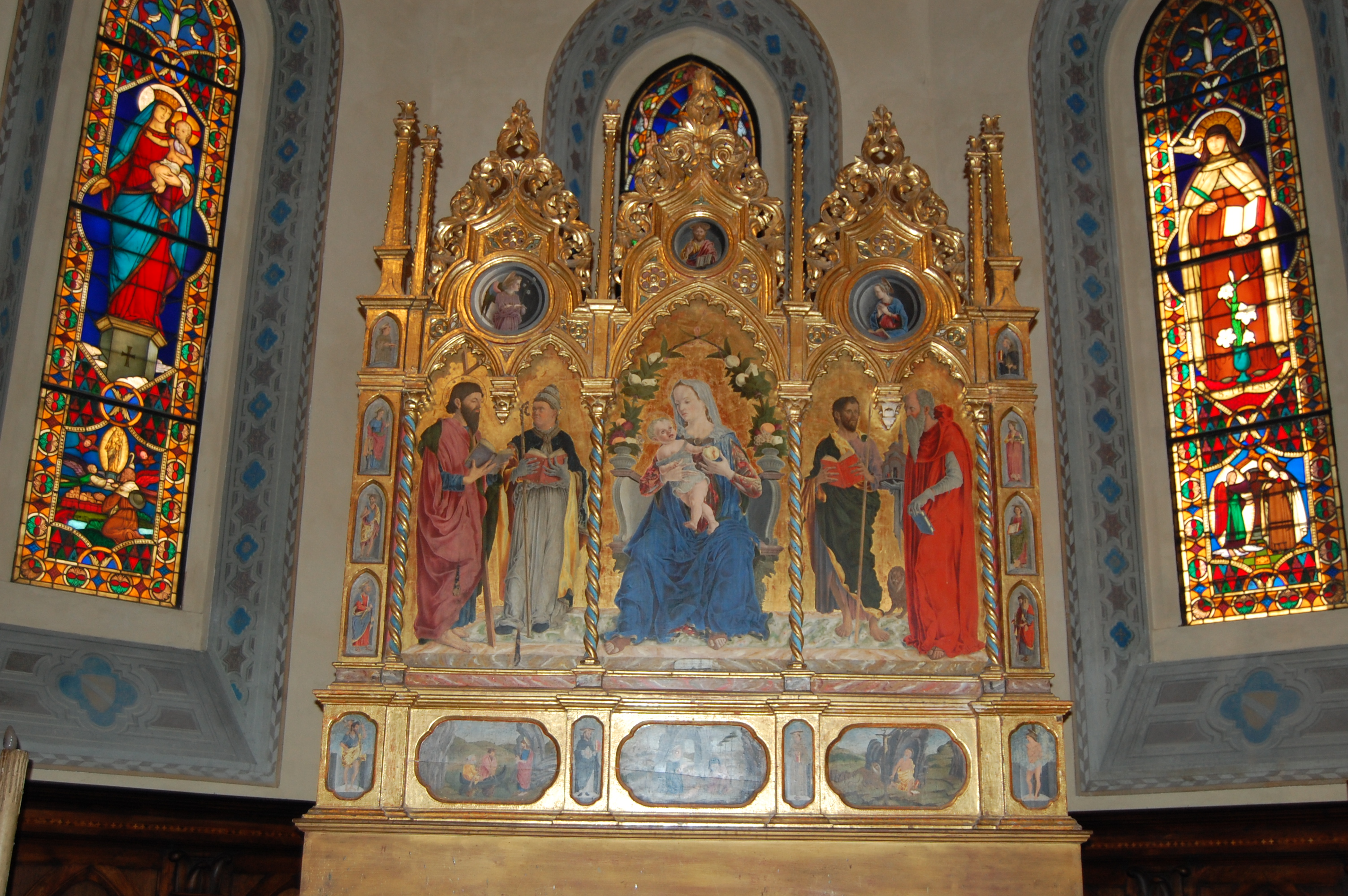
Retablo de Marco Zoppo.

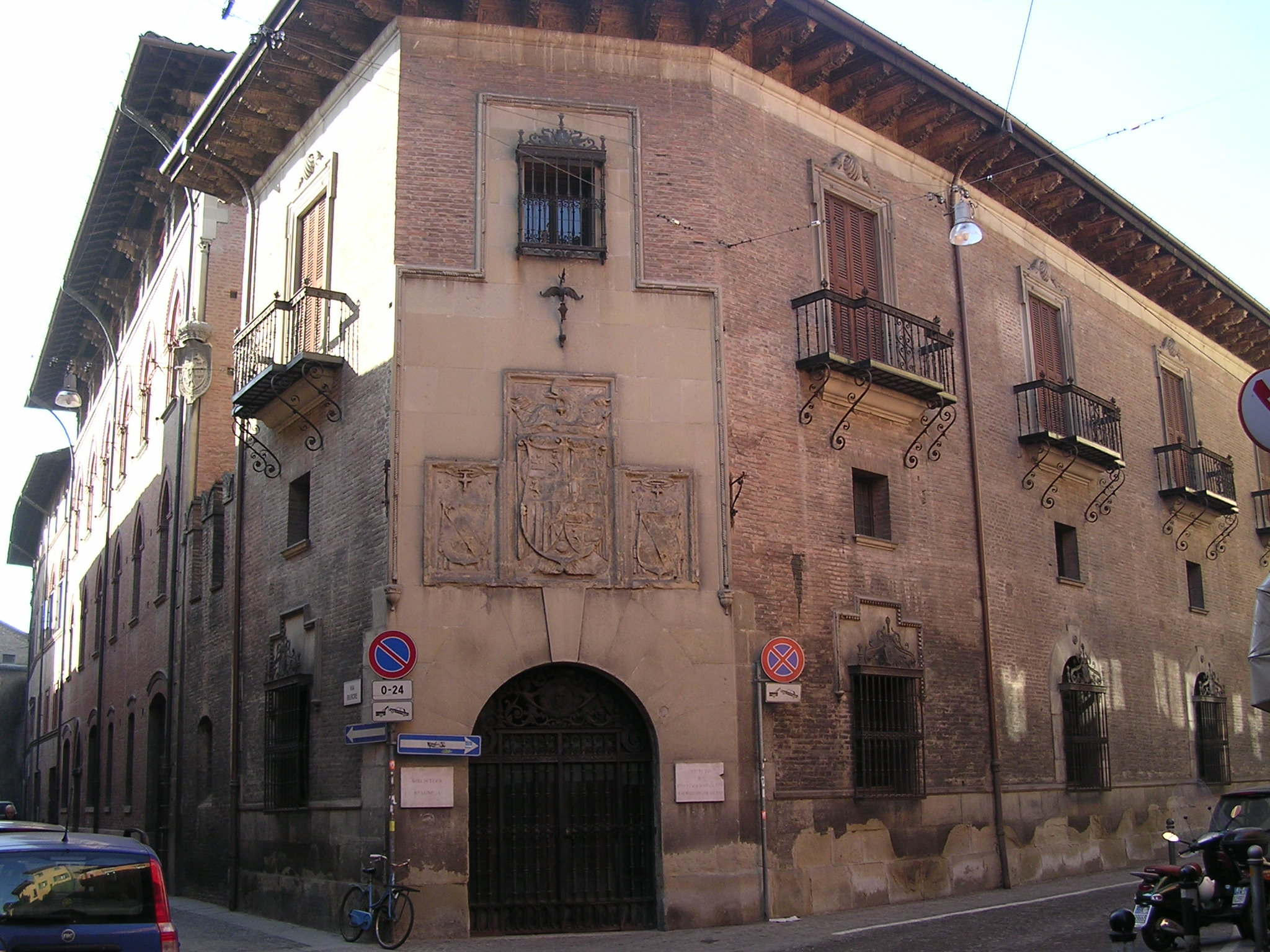
Vista exterior.

El Real Colegio de España está muy vinculado a Bolonia desde su fundación. Entre los más relevantes acontecimientos históricos que vinculan al colegio y su fundador con Bolonia deben destacarse incluso algunos episodios previos a su edificación y su funcionamiento. Gil Álvarez de Albornoz en 1361 llegó a combatir junto a los ciudadanos de Bolonia para liberar a la ciudad. Esta complicidad y sacrificio conjunto se reflejan en los propios estatutos del colegio, cuando lo encomiendan a la perpetua protección de «los rectores, autoridades y ancianos de la ciudad de Bolonia», recordando también «su justicia y loable gobierno, y generoso favor con que los estudiantes siempre se ven acogidos paternalmente». Gil Álvarez de Albornoz confía en que su colegio «se acreciente de bien en mejor» con el tiempo y que las autoridades y el pueblo lo protegerán por amor de aquel «que los sacó de una tiránica servidumbre y defendió heroicamente su ciudad» derramando su propia sangre junto a ciudadanos boloñeses. 
A pesar de los sucesivos y constantes intentos de usurpación, maniobras e intrigas que ha sufrido el colegio a lo largo de su historia, es cierto que nunca faltó quien lo defendiera, y gracias a su independencia y autonomía se debe su longevidad, cercana ya a los siete siglos de historia. Es casi poético que Gil Álvarez de Albornoz partiera hacia Italia en el siglo XIV para luchar contra los tiranos y reconquistar así los Estados Pontificios, o que su obra haya resistido numerosos intentos de apropiación durante siglos. Entre todos esos intentos, debe destacarse, desde luego, el de Napoleón en el siglo XIX. Fue la propia ciudad de Bolonia y los boloñeses quienes acudieron en su ayuda y defensa, facilitando incluso la devolución de los bienes confiscados en este periodo y dejando claro el arraigo de la institución con la ciudad. Es evidente que Gil Álvarez de Albornoz y su memoria no merecían otra respuesta.
Es frecuente que personalidades nacionales e internacionales se interesen por la institución y la conozcan, como es el caso del rey Felipe VI de España, el nobel de química, Kary Mullis, también el exsecretario de Defensa de los Estados Unidos, Robert McNamara, el abogado Antonio Garrigues Walker, o más recientemente Zhou Qiang, presidente de la Corte Suprema de China.

## Protección regia
Este colegio, precursor de la afamada universidad, destacó y destaca por poseer la protección de los reyes de España. Algunos autores señalan que esa protección comenzó con los Reyes Católicos bajo la autorización del pontífice Inocencio VIII en 1488. La llamada «regia protección» invocaba la protección de los reyes de España y estaba destinada a ennoblecer aún más las constituciones originales del colegio. No obstante, la protección regia debe situarse en 1530, gracias a Carlos I, como  consta en la inscripción de la capilla del colegio. Esa protección fue continuada por Felipe II y otros reyes españoles.

## Becas
El Real Colegio de España en Bolonia es una institución privada que, a través de su Patronato, presidido por el jefe del linaje Albornoz y patrono perpetuo, ofrece anualmente becas a los mejores estudiantes españoles, incluidos los portugueses, en riguroso concurso nacional de méritos, para que puedan cursar el doctorado en la Universidad de Bolonia y puedan dar continuidad así a la obra instituida por el cardenal Gil Álvarez de Albornoz en el siglo XIV.

## Actualidad

### Denuncia
En 2010 una profesora de Derecho del Trabajo de la Universidad de Sevilla presentó una denuncia alegando discriminación debido a que los requisitos para recibir una beca del centro son: «ser varón, español (portugueses incluidos), católico, de conducta irreprensible, menor de treinta años, licenciado en España con muy buenas calificaciones, no padecer enfermedad ni defecto físico o psíquico incompatible con el ejercicio de las funciones correspondientes y no ser funcionario público».

### Premio Europa Nostra 2012
En 2012, el Real Colegio de España en Bolonia recibió el Premio Europa Nostra de la Unión Europea en su primera categoría, relativa a la conservación del patrimonio. Asimismo, se destacó el esfuerzo llevado a cabo por el colegio en sus obras de restauración y consolidación, especialmente durante el periodo 1978-2010 bajo la dirección de su rector José Guillermo García-Valdecasas. Uno de los principales resultados de este esfuerzo fue el descubrimiento de importantes frescos en varias salas del edificio, hoy completamente restaurados.

### Cambio de criterio de género
En julio de 2020 se ha dado a conocer que el Real Colegio de España aceptará mujeres por primera vez en sus 656 años de existencia, creando unas becas destinadas a alumnas y financiadas con fondos privados de la Fundación Albornociana.

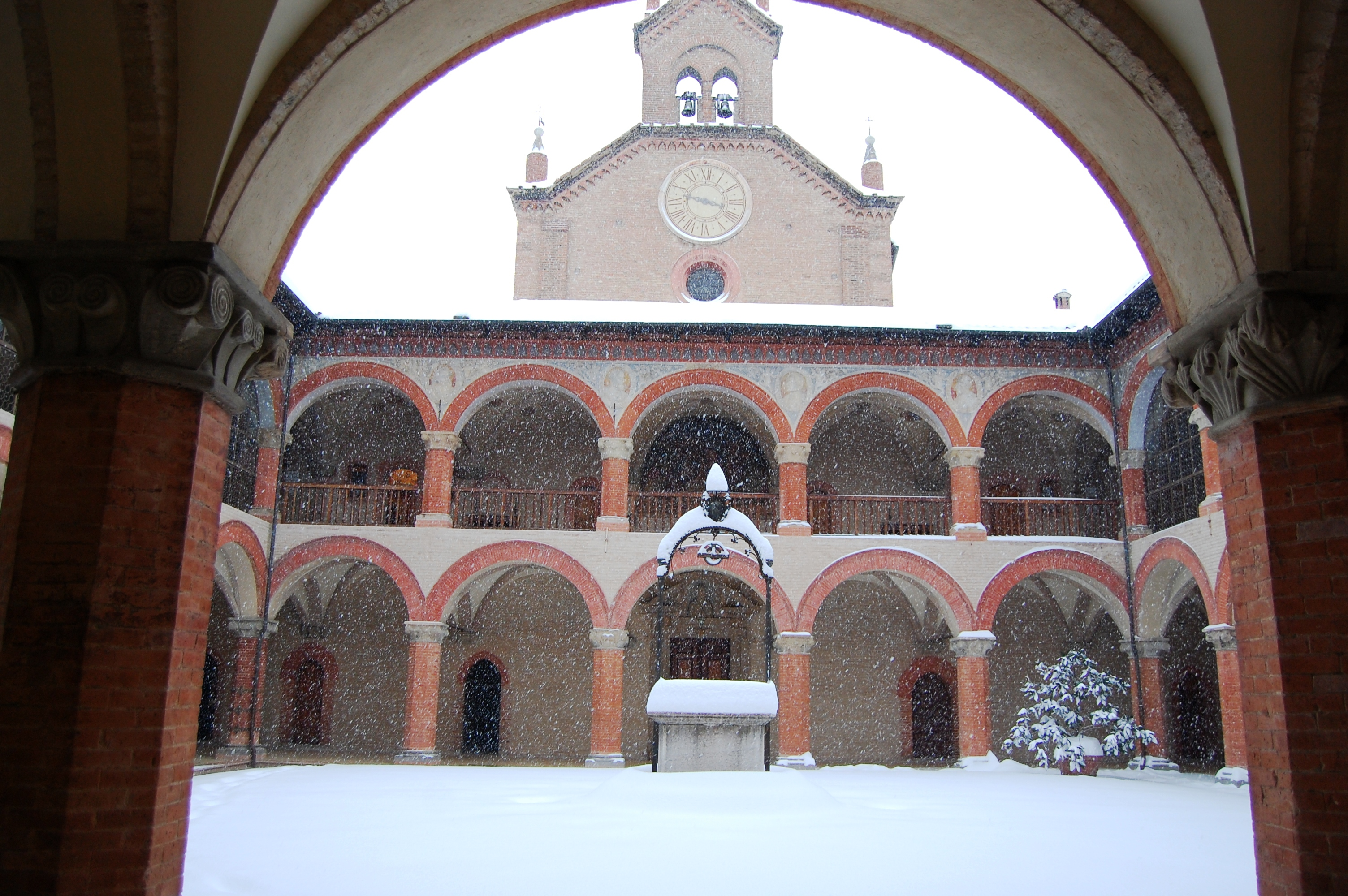
Vista del patio interior nevado.

### 660 aniversario
El último fin de semana de septiembre de 2024, se celebró el 660 aniversario de su fundación. A lo largo de estos siglos, el colegio ha tenido un destacado papel en la custodia, protección y mecenazgo del arte, a la vez que ha facilitado que los estudiantes españoles —quince hombres y quince mujeres— con mejores méritos académicos perfeccionen su preparación en el campo del Derecho.

## Arquitectura

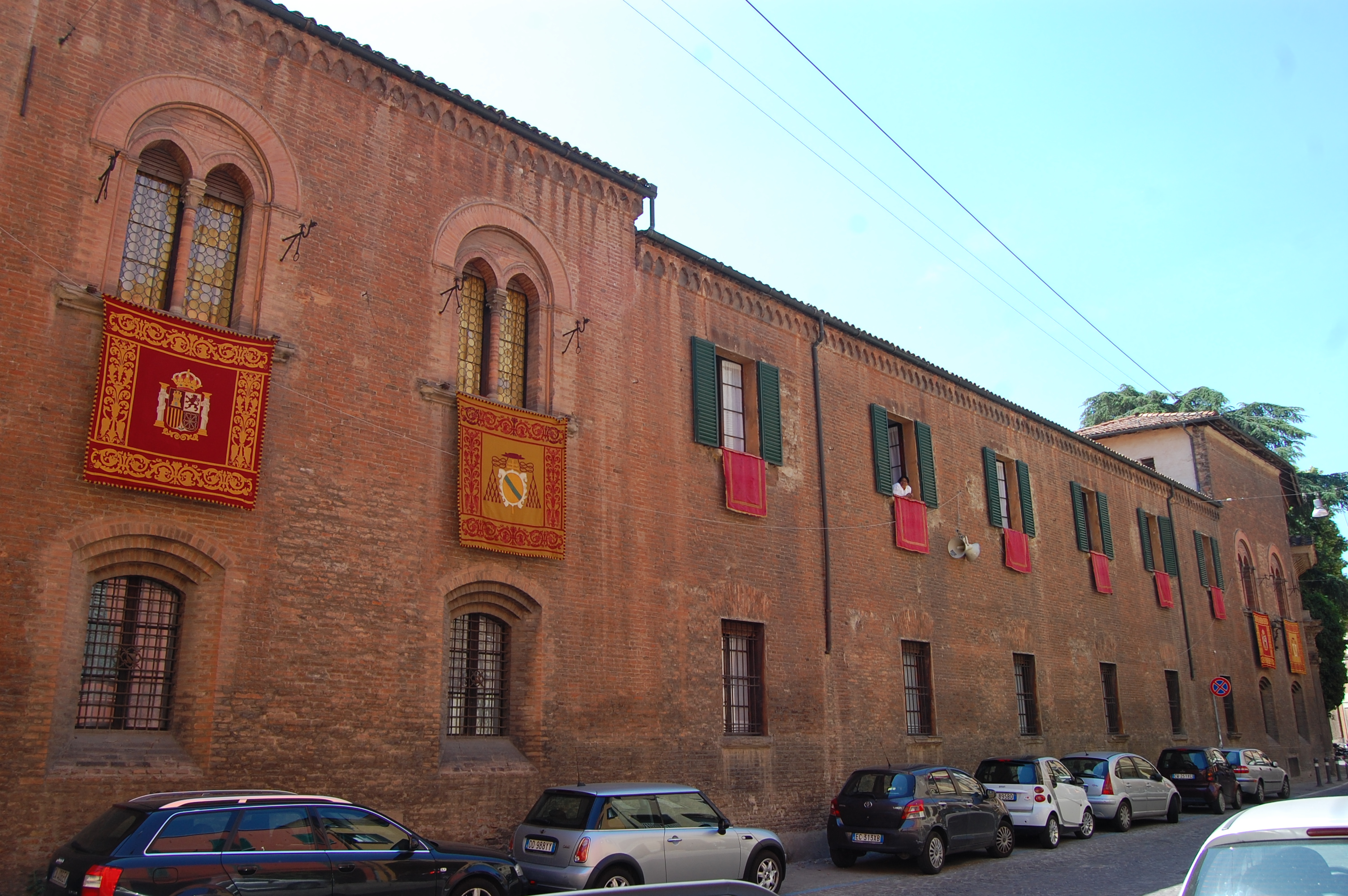
Vista exterior.

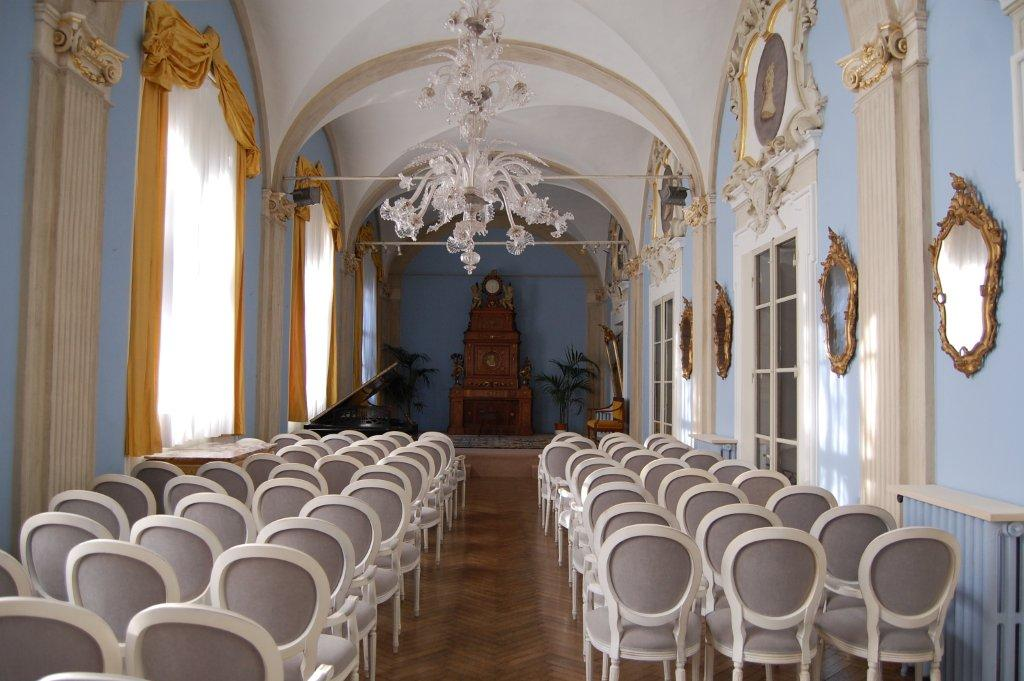
Real Colegio de España. Sala de música.

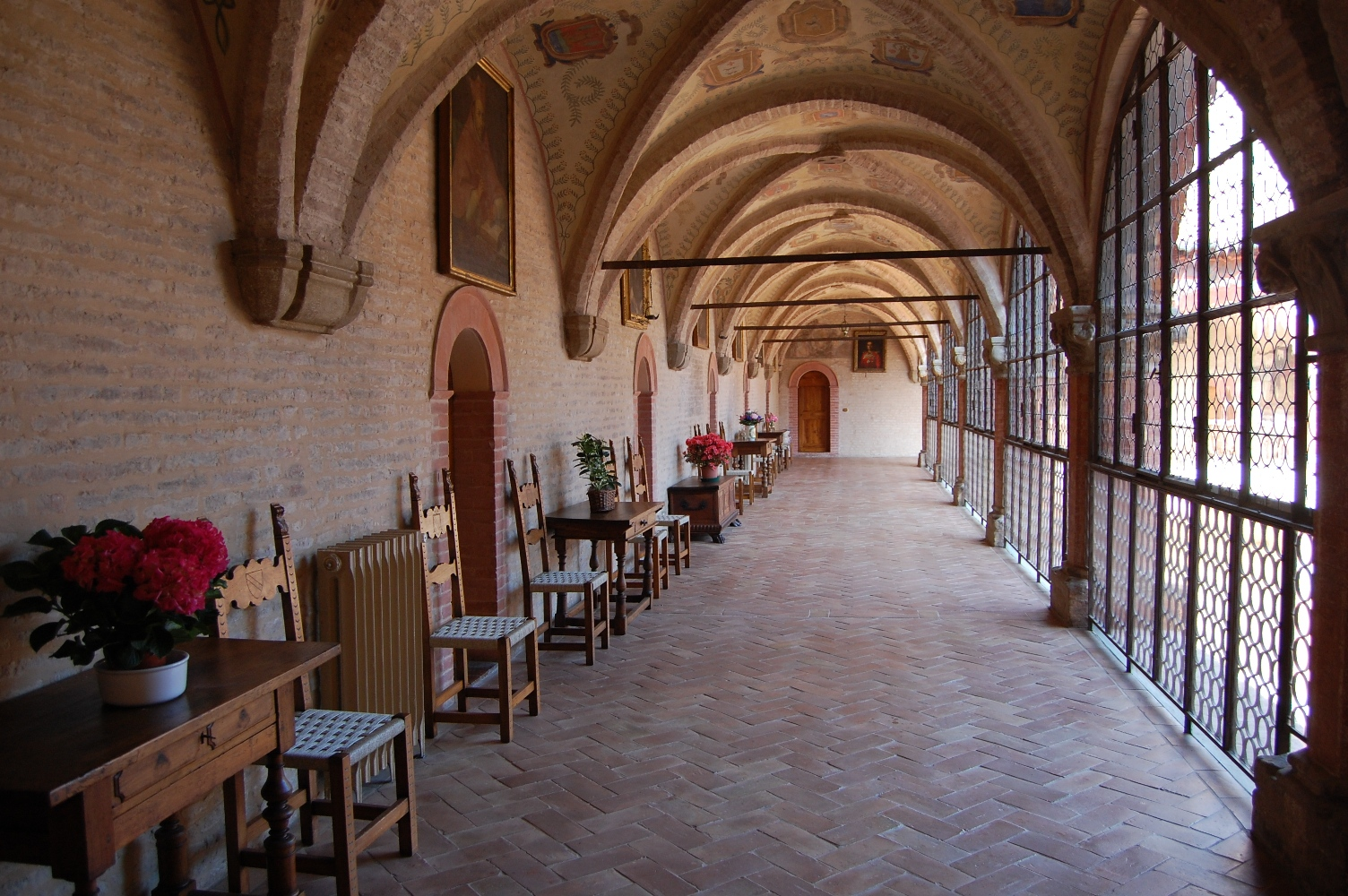
Real Colegio de España. Galería norte.

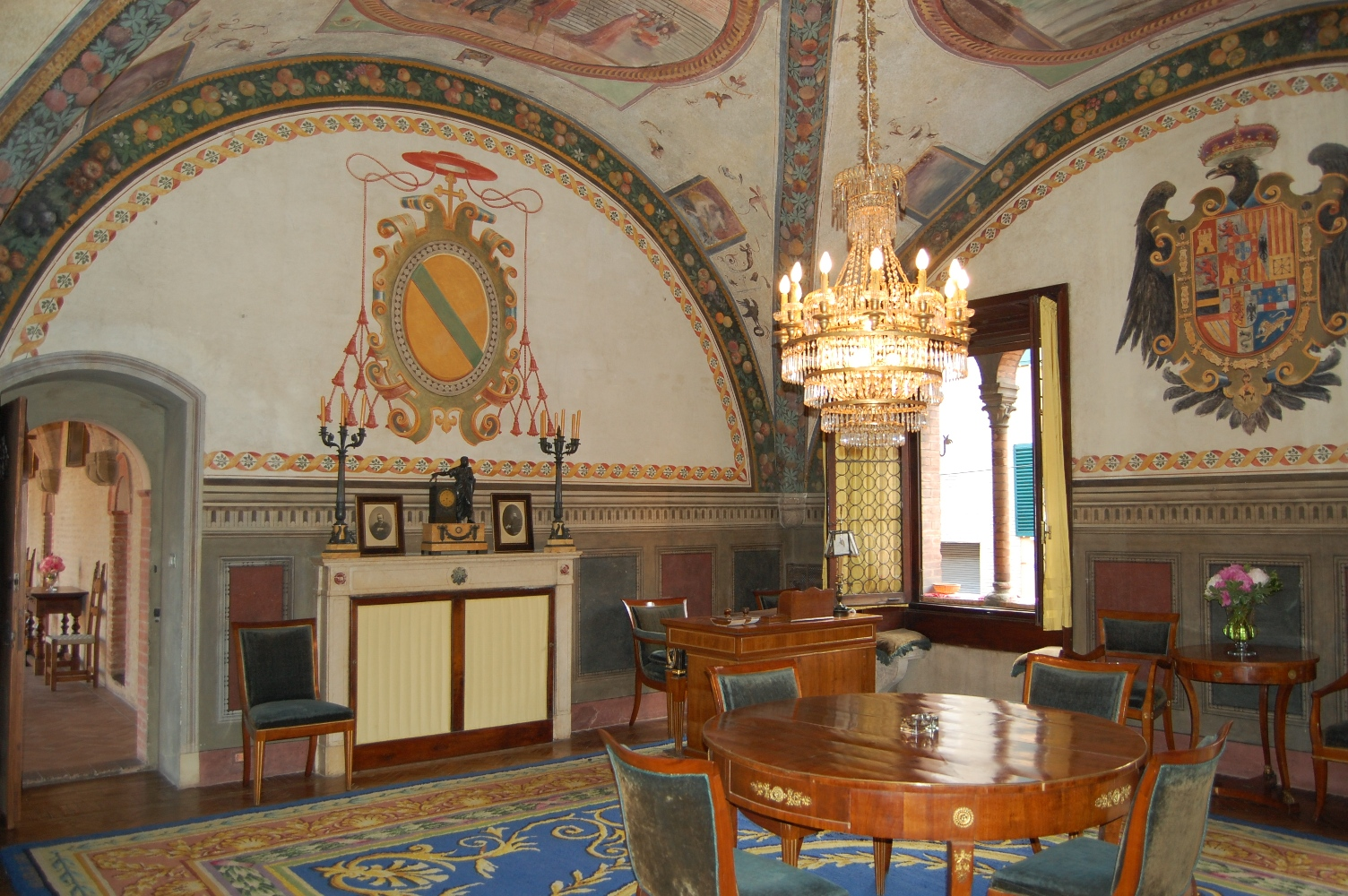
Real Colegio de España. Antecámara real.

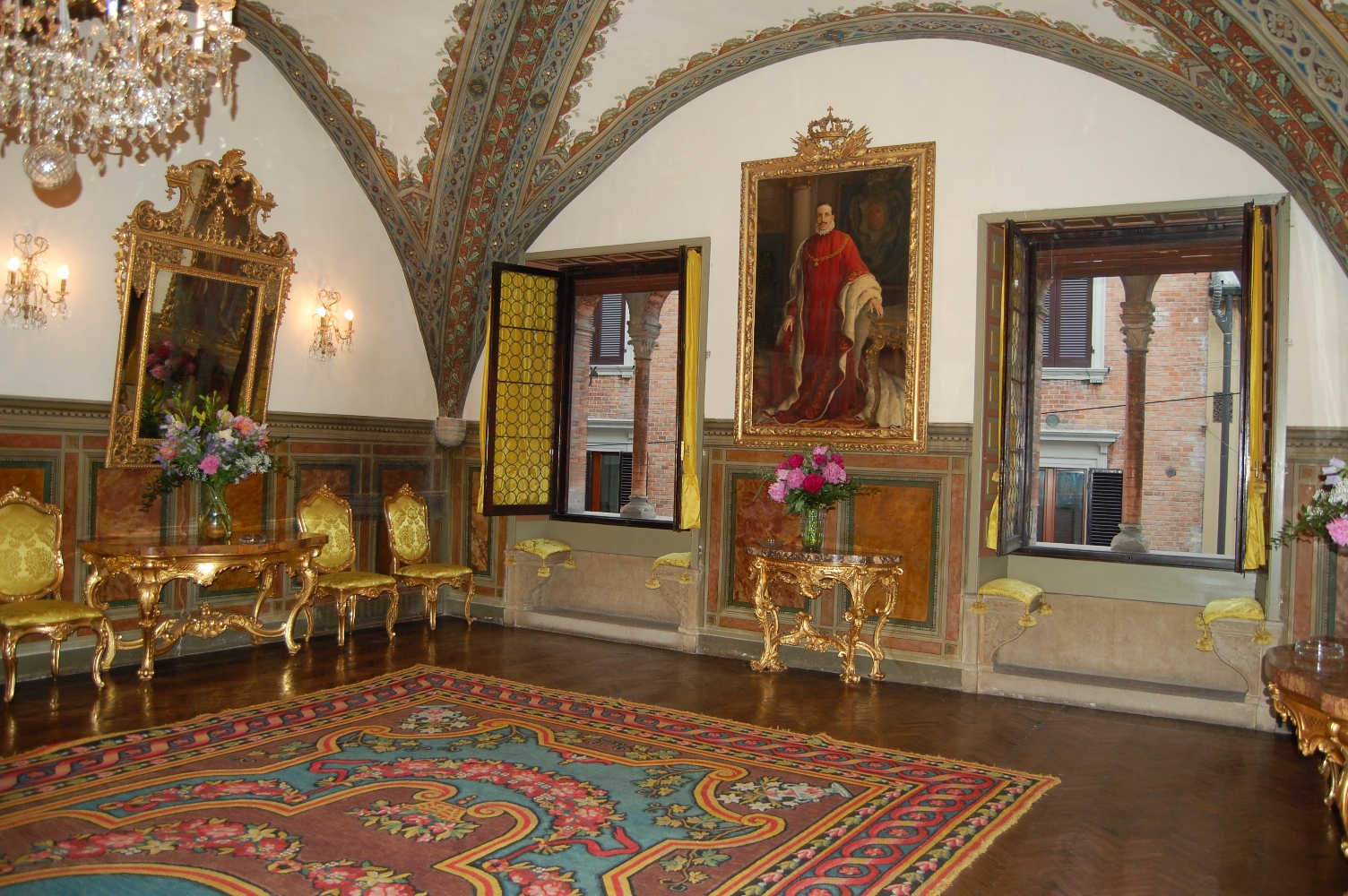
Real Colegio de España. Sala de los Argonautas.

Proyectado por su fundador, Gil Álvarez de Albornoz, quien confió a Matteo Giovannelli (llamado il Gattapone) el seguimiento de la obra, el colegio está estructurado en dos plantas con un patio central porticado alrededor del cual se distribuyen las estancias y que conduce a la iglesia gótica. Las habitaciones de los estudiantes se asoman a la parte externa, que presenta una estructura fortificada y almenada; la fachada exterior fue sucesivamente remodelada en estilo renacentista.
Esta estructura defensiva del conjunto evidencia el objetivo del colegio de gozar de una relativa autosuficiencia respecto a la ciudad. Los estudiantes seguían incluso algunos cursos dentro del colegio mismo «donde se leen las Cathedras, una de Theologia, otra de Cánones, otra de Leyes».
El edificio cuenta con una apreciada portada de 1525, obra del Formigine. En el pórtico hay un fresco de Annibale Carracci, en pésimas condiciones de conservación. Hay además dos frescos de Bartolomeo Bagnacavallo. El de Camillo Procaccini, en el ábside de la capilla de San Clemente, fue destruido en 1914. En la capilla hay también un valioso políptico de Marco Zoppo.
La estructura y dependencias del colegio ha sido cambiante durante el paso del tiempo. Así, como se desprende de las descripciones de Juan Ginés de Sepúlveda, puede deducirse que la comida era abundante (pan, vino, 450 g de carne de ternera), si bien —parece ser— a menudo servida fría, puesto que las cocinas estaban lejos del comedor.